# 美国陆军第101步兵营
第101步兵营（101st Infantry Battalion）是美国陆军的一個独立营级单位，兵员来自奥地利裔美国公民和在美奥地利公民。

## 历史
1942年，美方组建了几个由国内特定的一些少数族裔或尚不是美国公民的特定国家公民所组成的步兵营。其中包括由挪威裔美国人组成的第99步兵营、日裔美国人组成的第100步兵营以及希腊裔美国人组成的第122步兵营。亦曾有人提议组建一波兰裔步兵營，但未能落实。 
奧地利的卡爾·路德維希、魯道夫·哈布斯堡-洛林以及奧地利的菲利克斯都曾在第101步兵营服役。
该营于1943年6月16日解散。